# Johann Friedrich Bagge

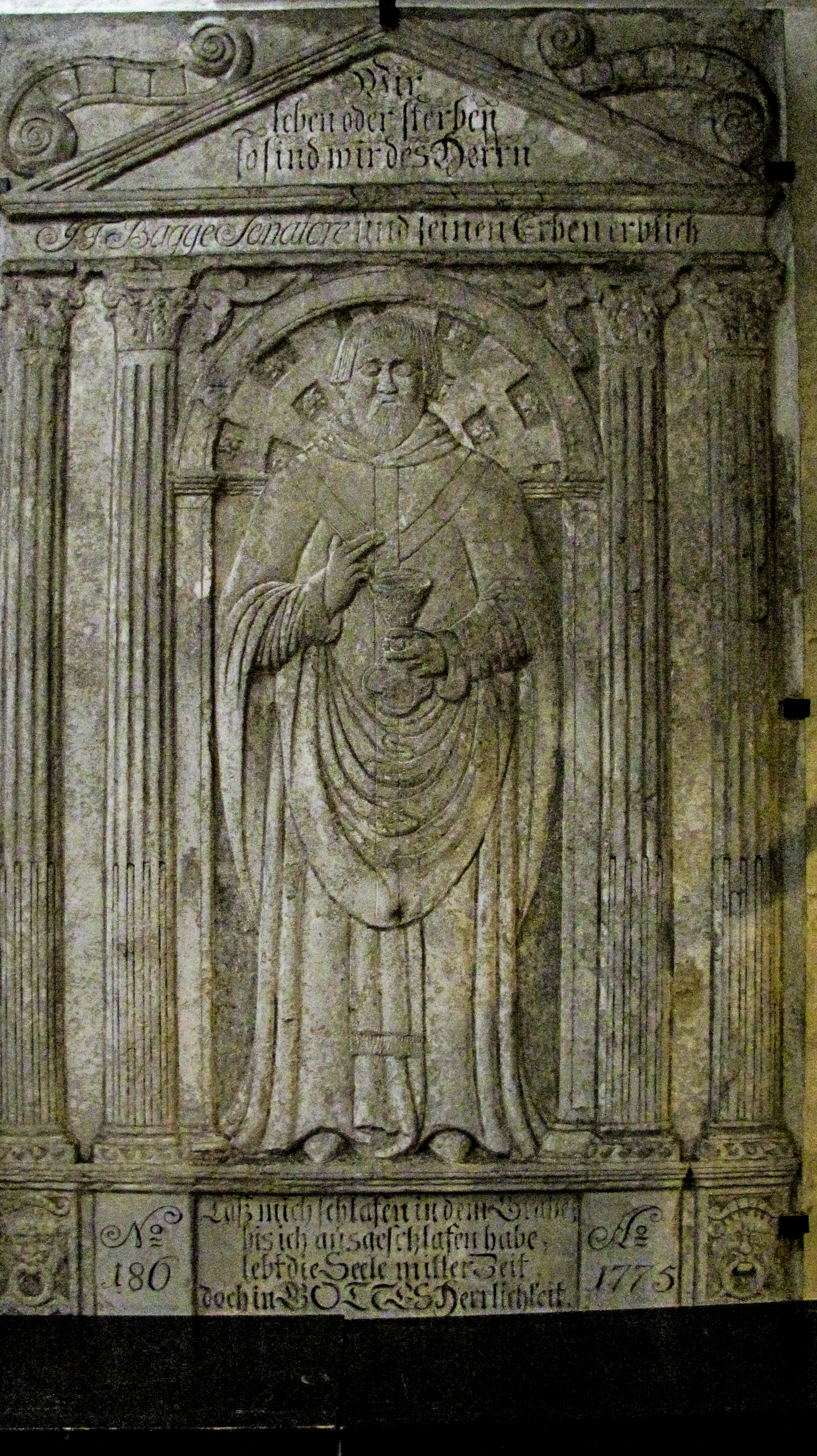
Grabstein Johann Friedrich Bagges aus dem Dom (wiederverwendeter Stein des Domdechanten Andreas Angerstein († 1570))

Johann Friedrich Bagge (* 1711 in Göteborg; † 22. April 1784 in Lübeck) war Kaufmann und Ratsherr der Hansestadt Lübeck.

## Leben
Johann Friedrich Bagge wuchs in Göteborg auf, wo sein Vater Lorenz Bagge Ratsmann der Stadt und Kirchenvorsteher der deutschen Christinenkirche war. 1726 trat er in Lübeck seine kaufmännische Ausbildung in der Handlung des Kaufmanns Lorenz Münter an. 1735 gründete er mit dem späteren Ratsherrn Eberhard Jakob Kipp als Teilhaber ein eigenes Handelshaus. Beide Geschäftspartner heirateten Töchter des Kaufmanns Johann Stöver. Während Kipp 1764 als Ältermann der Stockholmfahrer in den Rat gewählt wurde, trat Bagge 1772 als Ältermann der Schonenfahrer in den Rat der Stadt ein. Zur Ratswahl wurde ihm und dem neu erwählten Ratsherrn Johann Friedrich Brandt ein Katalog der Stadtbibliothek gewidmet. 1775 erwarb er für sich eine Grabkapelle am nördlichen Seitenschiff des Lübecker Doms, die nach ihm so benannte Bagge-Kapelle, die heute als Sakristei genutzt wird. Als seinen Grabstein ließ er die Grabplatte des Domdechanten Andreas Angerstein († 1570) zur Zweitverwendung überarbeiten. Sein Bruder Ehregott Nicolaus Bagge (1725–1796) wurde 1777 Generalsuperintendent in Coburg.